# Zemský okres Amberg-Sulzbach
Zemský okres Amberg-Sulzbach (německy Landkreis Amberg-Sulzbach) je okres v bavorském vládním obvodě Horní Falc. Jeho sídlem správy je město Amberg, které však není jeho součástí, ale tvoří samostatný městský okres.

## Politika

### Zemští radové
- 1. červenec 1972 až 30. duben 1978: Hans Raß (CSU)
- 1. květen 1978 až 30. duben 2002: Hans Wagner z Ambergu (CSU)
- 1. květen 2002 až 30. duben 2008: Armin Nentwig z Ambergu (SPD)
- od 1. května 2008: Richard Reisinger ze Sulzbach-Rosenberg (CSU)

## Města a obce
| Města | Obce |
| --- | --- |
| 1. Auerbach in der Oberpfalz 2. Hirschau 3. Schnaittenbach 4. Sulzbach-Rosenberg 5. Vilseck Obce s tržním právem (Markt) 1. Freihung 2. Hahnbach 3. Hohenburg 4. Kastl 5. Königstein 6. Rieden 7. Schmidmühlen | 1. Ammerthal 2. Birgland 3. Ebermannsdorf 4. Edelsfeld 5. Ensdorf 6. Etzelwang 7. Freudenberg 8. Gebenbach 9. Hirschbach 10. Illschwang 11. Kümmersbruck 12. Neukirchen bei Sulzbach-Rosenberg 13. Poppenricht 14. Ursensollen 15. Weigendorf |

## Sousední okresy
| Růžice kompasu | Bayreuth                  | Neustadt an der Waldnaab     |            | Růžice kompasu |
| Růžice kompasu | Norimbersko               | Sever                        | Schwandorf | Růžice kompasu |
| Růžice kompasu | Norimbersko               | Zemský okres Amberg-Sulzbach | Schwandorf | Růžice kompasu |
| Růžice kompasu | Norimbersko               | Jih                          | Schwandorf | Růžice kompasu |
| Růžice kompasu | Neumarkt in der Oberpfalz |                              |            | Růžice kompasu |